# Adjectif en japonais
 (avril 2008).
La forme ressemble trop à un extrait de cours et nécessite une réécriture afin de correspondre aux standards de Wikipédia.
Un qualificatif est un mot permettant de qualifier un autre mot afin de rajouter une information. En français, cela se nomme un adjectif. Dans le cadre du japonais, il existe deux types de qualificatifs :
- des qualificatifs-verbes, dits qualificatifs en i (形容詞, keiyōshi?), qui se conjuguent ;
- des qualificatifs nominaux, dits qualificatifs en na (形容動詞, keiyōdōshi?), qui sont invariables.

Les qualificatifs sont toujours placés avant le nom qu'ils qualifient.

## Groupes d'adjectifs

### Les adjectifs eni

#### Présentation
Les adjectifs en i sont ceux qui au présent, et à l'affirmatif, se terminent par ai, ii, ui ou oi. Exemples : takai (cher), ookii (grand, gros). Les adjectifs finissant en ei ne sont pas des adjectifs dits en i mais en na, comme kirei (joli, beau) ou yūmei (célèbre). Les adjectifs en i sont un énoncé minimal suffisant, c'est-à-dire qu'à eux seuls, ils suffisent à former une phrase correcte.

#### Conjugaison
i い est la terminaison au présent et à l'affirmatif.
Formes passées et négatives
| Forme      | Présent                 | Passé                           |
| ---------- | ----------------------- | ------------------------------- |
| Affirmatif | samu-i さむい           | samu-katta さむかった           |
| Négatif    | samu-ku-na-i さむくない | samu-ku-na-katta さむくなかった |

Exception : Pour l'adjectif ii いい (bon, bien), on se sert de l'adjectif yoi (même sens, ii いい étant une forme moderne de yoi よい) pour toutes les autres formes que l'affirmatif présent.
| Forme      | Présent             | Passé                       |
| ---------- | ------------------- | --------------------------- |
| Affirmatif | ii いい             | yo-katta よかった           |
| Négatif    | yo-ku-na-i よくない | yo-ku-na-katta よくなかった |

La forme présente négative est également un adjectif en i い, et on passe à la forme passée de la même façon qu'à l'affirmatif.
| Forme               | Présent                          | Passé                                          |
| ------------------- | -------------------------------- | ---------------------------------------------- |
| Affirmatif          | samu-i desu さむいです           | samu-katta desu さむかったです                 |
| Négatif             | samu-ku-na-i desu さむくないです | samu-ku-na-katta desu さむくなかったです       |
| Négatif (plus poli) | samuku arimasen さむくありません | samuku arimasen deshita さむくありませんでした |

#### Conditionnel
Comme les verbes, les adjectifs en i ont des formes conditionnelles.
Conditionnel en -tara 
Pour cette forme, il suffit d'ajouter la syllabe ra à la forme passée (affirmative ou négative) de l'adjectif.
Exemple :

hayai (rapide, tôt) → hayakattara

hayakunai → hayakunakattara
Exceptions :

ii (bon, bien) → yokattara

yokunai → yokunakattara
La forme yokattara a un sens dans une conversation de "si ça vous plaît", "si ça vous va", "si c'est bon pour vous"…
 Conditionnel en -(e)ba 
Pour cette forme, il faut remplacer le i final par kereba.
Exemple :

tsuyoi (fort) → tsuyokereba

tsuyokunai → tsuyokunakereba

ii (bon, bien) → yokereba

yokunai → yokunakereba

#### Formation de l'adverbe
Pour former l'adverbe, le i final doit être remplacé par ku.

Exemple :

hayai (rapide, tôt) → hayaku (vite, rapidement)

#### Formation du substantif
Pour former le substantif, le i final doit être remplacé par sa.

Exemple :

hayai (rapide, tôt) → hayasa (la vitesse, la rapidité)

### Les adjectifs enna

#### Présentation
Ces adjectifs sont qualifiés d'adjectifs en na car ils ne précédent pas directement le mot comme c'est le cas des adjectifs en i : la particule な (na) s'intercale entre l'adjectif et le nom. Ainsi, une jolie (きれい) image (え) se dira きれい な え.

Les adjectifs en na ne se conjuguent pas. C'est le verbe être qui changera de forme. Ainsi, suki desu signifie « j'aime, j'apprécie », et suki-na inu desu signifiera « c'est un chien que j'aime (aimé) ». Les adjectifs en na forment un énoncé minimal suffisant avec la copule da. Cependant, l'usage de na et da sont exclusifs. Ceci s'explique par le fait que na est en fait une déformation de da.

#### Formation
| Forme      | Présent        | Passé              |
| ---------- | -------------- | ------------------ |
| Affirmatif | suki da        | suki datta         |
| Négatif    | suki de-wa nai | suki de-wa nakatta |

| Forme               | Présent             | Passé                       |
| ------------------- | ------------------- | --------------------------- |
| Affirmatif          | suki desu           | suki deshita                |
| Négatif             | suki de-wa nai desu | suki de-wa nakatta desu     |
| Négatif (plus poli) | suki de-wa arimasen | suki de-wa arimasen deshita |

#### Formation de l'adverbe
Pour former un adverbe, il faut ajouter la particule ni après l'adjectif (à la place de la particule na).

### Les adjectifs mixtes
Il existe quatre adjectifs appartenant aux deux groupes :
| Forme en i | Forme en na | Signification  |
| ---------- | ----------- | -------------- |
| ooki-i     | ooki-na     | grand          |
| chiisa-i   | chiisa-na   | petit          |
| atataka-i  | atataka-na  | chaleureux     |
| okashi-i   | okashi-na   | étrange, drôle |

Ces quatre adjectifs ont le même sens qu'en français quand ils sont utilisés avec la forme en i. La forme en na rajoute une nuance affective.

## Coordonner des adjectifs

### Coordonner des adjectifs du premier groupe
Pour relier deux adjectifs du premier groupe, le i final du premier adjectif doit être remplacé par ku et te doit être rajouté. 
Exemple :

atarashikute hayai kuruma ou

hayakute atarashii kuruma

une voiture récente et rapide (adjectifs atarashii et hayai)

### Coordonner des adjectifs du deuxième groupe
Pour relier deux adjectifs du deuxième groupe, le na doit être enlevé après le premier adjectif et de doit être rajouté. 
Exemple :

kirei de nigiyaka na machi ou

nigiyaka de kirei na machi

une ville jolie et animée (adjectifs kirei et nigiyaka)

### Coordonner des adjectifs de groupes différents
Pour coordonner deux adjectifs appartenant à des groupes différents, il faut regarder à quel groupe appartient le premier adjectif et appliquer la coordination correspondante.
Exemple :

furukute kirei na machi ou

kirei de furui machi

une vieille ville jolie (adjectifs furui du premier groupe, kirei du deuxième groupe)

## Quelques adjectifs d'usage courant

### Adjectifs eni
- 危ない　abuna-i : dangereux
- 美しい　utsukushi-i : beau
- 面白い　omoshiro-i : intéressant
- 素晴らしい　subarashi-i : fabuleux, merveilleux, fantastique

| Adjectifs et leurs contraires |                 |                     |                 |
| 大きい (ookii)                | grand           | 小さい (chiisai)    | petit           |
| いい/良い (ii/yoi)            | bon, bien       | 悪い (warui)        | mal, méchant    |
| 美味しい (oishii)             | bon, délicieux  | 不味い (mazui)      | mauvais         |
| 暑い (atsui)                  | chaud           | 寒い (samui)        | froid           |
| 温かい (atatakai)             | chaud (contact) | 冷たい (tsumetai)   | froid (contact) |
| 多い (ooi)                    | nombreux        | 少ない (sukunai)    | peu nombreux    |
| 易しい (yasashii)             | facile          | 難しい (muzukashii) | difficile       |
| 太い (futoi)                  | gros            | 薄い (usui)         | mince           |
| 広い (hiroi)                  | spacieux        | 狭い (semai)        | étroit          |
| 高い (takai)                  | haut, cher      | 低い (hikui)        | bas             |
|                               |                 | 安い (yasui)        | bon marché      |
| 長い (nagai)                  | long            | 短い (mijikai)      | court           |
| 新しい (atarashii)            | nouveau, récent | 古い (furui)        | vieux           |
| はやい (hayai)                | rapide, tôt     | 遅い (osoi)         | lent, tard      |
| 重い (omoi)                   | lourd           | 軽い (karui)        | léger           |
| 遠い (tooi)                   | loin            | 近い (chikai)       | proche          |
| 甘い (amai)                   | sucré           | 辛い (karai)        | épicé           |

### Adjectifs enna
- 簡単な kantan-na : simple
- きれいな kirei-na : beau, joli
- 嫌いな kirai-na : détesté
- 好きな suki-na : aimé
- 有名な yūmei-na : célèbre
- 愉快な yukai-na : agréable
- 素敵な suteki-na : superbe, magnifique
- 便利な benri-na : pratique
- 静かな shizuka-na : calme
- 賑やかな nigiyaka-na : animé
- 親切な shinsetsu-na : gentil
- 元気な genki-na : en forme
- 遥かな haruka-na : extrêmement lointain